# Casamar
La fábrica de Mackenzie o Port Victoria, conocida habitualmente como Casamar, fue un fuerte costero construido en 1882 en Cabo Juby, cerca de la ciudad de Tarfaya en Marruecos. El edificio fue construido por el fundador de la Compañía Británica del Noroeste de África, Donald Mackenzie, quien se posicionó allí a principios de 1879 con el objetivo de comerciar con caravanas comerciales provenientes de Tombuctú. y dirigiéndose al río Nun. Tras un ataque a la fortaleza en 1888, la empresa cedió el edificio en 1895 al sultán de Marruecos Moulay Abd al-Aziz y se retiró tras el tratado de Cabo Juby.

## Historia
En 1879, la Compañía Británica de África del Noroeste ocupó y se apoderó de Tarfaya como parte del Reparto de África, y la convirtió en un centro de intercambio comercial para comerciar con Mohamed Bairouk y las caravanas comerciales procedentes de Tombuctú con destino a río Nun. En 1882, Mackenzie construyó una fortaleza con el nombre de "Port Victoria", en honor a la reina Victoria. El 26 de marzo de 1888, las tribus saharianas locales atacaron la fortaleza, lo que provocó la muerte y heridas a los trabajadores. En 1895, tras el tratado de Cabo Juby, la compañía abandonó su último fuerte y se lo dejó al sultán de Marruecos Moulay Abd al-Aziz, que acababa de suceder a su padre Hasán I. El gobierno británico reconoció la soberanía marroquí sobre las tierras de río Draa hasta cabo Bojador en el Sáhara Occidental.
Para el año 1916 se constituyó el protectorado español de Marruecos, y el edificio pasaría a ser conocido como Casamar. 
En 2014, el Ministerio de Cultura marroquí lanzó un proyecto de rehabilitación de cinco años de duración y con un coste de 60 millones de dirhams.

## Arquitectura
La fortaleza fue construida sobre una isla arenosa y constaba de una planta baja compuesta por ocho habitaciones y una planta superior que también contenía ocho habitaciones, usadas para almacenar consumibles importados y exportados desde la zona hacia Mánchester. Además contaba con seis tanques terrestres para agua potable y un puerto para que atracaran barcos y embarcaciones comerciales. El edificio se fortificó con cañones de guerra, para evitar cualquier posible ataque de las tribus saharianas locales en Cabo Juby, hasta la total finalización del proyecto en 1882.